# Budaczy
Budaczy (biał. Будачы; ros. Будачи, Budaczi) – wieś na Białorusi, w obwodzie witebskim, w rejonie dokszyckim, w sielsowiecie Biehomla. W 2009 roku liczyła 16 mieszkańców.